# Benedict Samuel
Benedict Samuel es un actor, escritor y director australiano.

## Biografía
Hijo de Clifford Samuel y Maree Samuel, tiene dos hermanos mayores, el actor Xavier Samuel y Bridget Samuel.
En el 2010 se graduó de la prestigiosa escuela National Institute of Dramatic Art NIDA.

## Carrera
Dirigió junto a su hermano Xavier el cortometraje Sanctuary, que fue estrenado en el festival de Sundance. En teatro ha aparecido en obras como Tis Pity She's a Whore.
En el 2011 apareció como personaje invitado en un episodio de la serie Paper Giants: The Birth of Cleo donde interpretó a Michael, y también apareció en el cortometraje Kiss.
Ese mismo año el 22 de agosto de 2011 se unió como personaje recurrente a la exitosa serie australiana Home and Away donde interpretó al surfista Hammer Pirovik, hasta que su personaje fue asesinado por la policía Charlie Buckton después de secuestrarla.
En el 2015 apareció en la película The Stanford Prison Experiment donde interpretó a Jacob Harding, en la película compartió créditos con los actores Billy Crudup, Michael Angarano, Moises Arias, Nicholas Braun, Gaius Charles, Keir Gilchrist, Ki Hong Lee , Logan Miller, Tye Sheridan, Johnny Simmons, Nelsan Ellis y Olivia Thirlby.
En agosto del mismo año se anunció que Benedict se había unido al elenco de la nueva miniserie política de seis partes The Secret City's, y se espera sea estrenada en marzo del 2016.
El 18 de julio de 2016 se anunció que Benedict se había unido al elenco de la tercera temporada de la serie Gotham donde dará vida a al villano Jervis Tetch más conocido como el "Sombrerero Loco".
El 9 de mayo del 2017 se anunció que Benedict se había unido al elenco de horror Sweetheart.

## Filmografía

### Series de Televisión
| Año         | Serie                           | Personaje                    | Notas                                |
| ----------- | ------------------------------- | ---------------------------- | ------------------------------------ |
| 2016 - 2019 | Gotham                          | Jervis Tetch/Sombrerero Loco | 15 episodios                         |
| 2016        | Secret City                     | Felix Crawford               | 6 episodios - miniserie              |
| 2015 - 2016 | The Walking Dead                | Lobo Alfa                    | 5 episodios                          |
| 2015        | Childhood's End                 | Fence                        | episodio "The Overlords" - miniserie |
| 2015        | The Beautiful Lie               | Skeet Du Pont                | 6 episodios - miniserie              |
| 2011        | Home and Away                   | Harman "Hammer" Pirovic      | 8 episodios                          |
| 2011        | Paper Giants: The Birth of Cleo | Michael                      | episodio "Part Two"                  |

### Películas
| Año  | Película                                   | Personaje     | Notas                                                                                               |
| ---- | ------------------------------------------ | ------------- | --------------------------------------------------------------------------------------------------- |
| 2017 | Sweetheart                                 | -             | junto a Hanna Mangan-Lawrence, Kiersey Clemons y Emory Cohen                                        |
| 2016 | By Way of Helena                           | -             | junto a Liam Hemsworth, Woody Harrelson, William Hurt, Alice Braga, William Sadler y Raphael Sbarge |
| 2015 | The Walk                                   | Jean-Louis    | junto a Joseph Gordon-Levitt, Ben Kingsley, James Badge Dale, Ben Schwartz y Steve Valentine        |
| 2015 | Oscar Wilde's the Nightingale and the Rose | Estudiante    | corto - junto a Mia Wasikowska, Geoffrey Rush, David Wenham y Sophie Lowe                           |
| 2015 | The Stanford Prison Experiment             | Jacob Harding | junto a Billy Crudup, Michael Angarano, Moises Arias, Nicholas Braun, Keir Gilchrist y Logan Miller |
| 2014 | Asthma                                     | Gus           | junto a Krysten Ritter, Nick Nolte, Rosanna Arquette, Goran Visnjic, Dov Tiefenbach e Iggy Pop      |
| 2014 | The Little House                           | Zach          | corto - junto a Graham Hyland, Matisse Ruby y Andrea Demetriades                                    |
| 2012 | The Shed                                   | Criatura      | corto - junto a Jamie Irvine                                                                        |
| 2011 | Kiss                                       | Sean          | corto - junto a Kenji Fitzgerald, Sophie Lowe y Remy Hii                                            |

### Director&Escritor
| Año  | Título    | Notas                       |
| ---- | --------- | --------------------------- |
| 2012 | Sanctuary | corto - director & escritor |

### Teatro[8]
| Año  | Obra                   | Personaje | Teatro            | Notas                                              |
| ---- | ---------------------- | --------- | ----------------- | -------------------------------------------------- |
| 2011 | Tis Pity She's a Whore | Giovanni  | Malthouse Theatre | junto a Elizabeth Nabben, John Adam y Alison Whyte |